# Ludwig Guttmann
Ludwig Guttmann (Toszek, 3 de julho de 1899 - 18 de março de 1980) foi um neurologista alemão que criou os Jogos Paraolímpicos e é um dos pioneiros no uso do esporte para reabilitação física de pessoas portadoras de deficiência.

Sir Ludwig Guttmann

## Esportes Paralímpicos
Em 1952, mais de 130 competidores internacionais entraram nos Jogos Stoke Mandeville. À medida que o evento anual continuava a crescer, o espírito e os esforços de todos os envolvidos começaram a impressionar os organizadores dos Jogos Olímpicos e membros da comunidade internacional.[carece de fontes?] Nos Jogos de Stoke Mandeville de 1956, Guttmann foi premiado com a Copa Sir Thomas Fearnley pelo Comitê Olímpico Internacional (COI) por sua meritória conquista a serviço do movimento olímpico por meio do valor social e humano derivado dos esportes em cadeira de rodas.[carece de fontes?]
Sua visão de jogos internacionais equivalentes aos próprios Jogos Olímpicos foi concretizada em 1960, quando os Jogos Internacionais Stoke Mandeville foram realizados juntamente com os Jogos Olímpicos de Verão oficiais de 1960 em Roma. Conhecidos na época como os 9º Jogos Anuais Internacionais de Stoke Mandeville, e organizados com o apoio da Federação Mundial de Ex-militares (um Grupo de Trabalho Internacional sobre Esportes para Pessoas com Deficiência), eles agora são reconhecidos como os primeiros Jogos Paraolímpicos. (O termo "Jogos Paraolímpicos" foi aplicado retroativamente pelo Comitê Olímpico Internacional em 1984.)[carece de fontes?]
Em 1961, Guttmann fundou a Associação Esportiva Britânica para Pessoas com Deficiência, que mais tarde se tornaria conhecida como Federação Inglesa de Esportes para Deficientes.[carece de fontes?]

## Vida posterior
Guttmann fundou a International Medical Society of Paraplegia (agora International Spinal Cord Society (ISCoS)) em 1961, e foi o presidente inaugural da sociedade, cargo que ocupou até 1970. Ele se tornou o primeiro editor da revista, Paraplegia. Se aposentou do trabalho clínico em 1966, mas continuou seu envolvimento com o esporte.[carece de fontes?]
Guttmann sofreu um ataque cardíaco em outubro de 1979 e morreu em 18 de março de 1980 aos 80 anos.[carece de fontes?]